# Lhotka, Žďár nad Sázavou
Lhotka là một làng thuộc huyện Žďár nad Sázavou, vùng Vysočina, Cộng hòa Séc.